# Трёхсвятительская улица
Трёхсвяти́тельская у́лица — улица в Шевченковском районе Киева. Пролегает от Европейской площади до Михайловской площади. К Трёхсвятительской улице примыкают улицы Крещатик и Костёльная.

## История

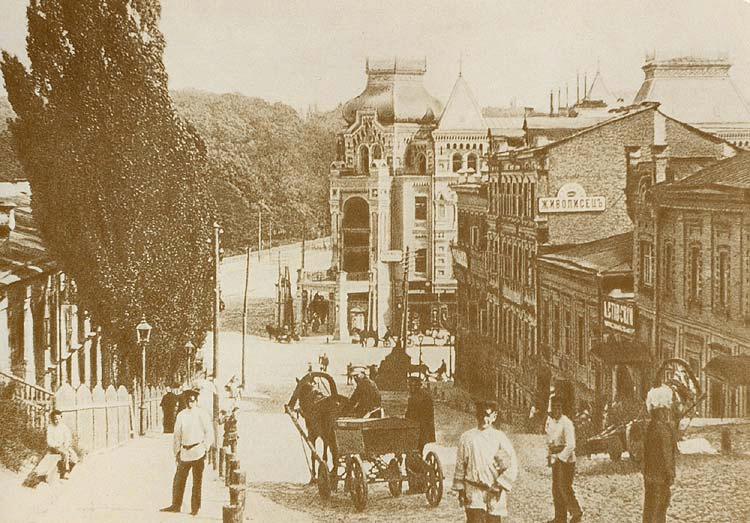
Фотография начала XX века.

Трёхсвятительская улица возникла в XVII ст. Её название происходит от церкви Трёх Святителей, что находилась на Михайловской площади. Церковь была уничтожена в 1934—1935 годах. Сейчас на её месте — единое здание с ансамблем сооружений, которые возведены на площади — бывший обком и горком компартии УССР, а ныне Министерство иностранных дел Украины.
В начале XIX ст. улицу переименовали в Театральную, в честь первого в городе, тогда ещё деревянного театра, возведённого в 1805 году, который находился приблизительно на месте современного Украинского дома.
В 1919 году улица получила название ул. Жертв Революции, в память о революционерах, которых 24 — 25 декабря 1918 года вели по этой улице на расстрел на Владимирскую горку. Позднее, в 1955 году, когда в рамках «оттепели» понятие «жертвы революции» приобрело неоднозначный характер (из-за возможности отождествления с ними жертв большевистского красного террора), улица получила название Героев Революции. В 1958 году от Трёхсвятительской улицы отделена ул. Десятинная, после чего она приобрела современные размеры. В 1991 году улица вновь получила название Трёхсвятительской.

## Памятники архитектуры
Здания № 4, 4-А, 4-Б и 4-В являют собой комплекс Михайловской монастырской гостиницы. Она строилась в несколько этапов, с 1857 по 1907 год. Здание № 4 возведено позднее остальных в комплексе, оно построено по проекту Евгения Ермакова в 1906—1907 годах. Здание № 4-В возведено в 1883 году (архитектор Владимир Николаев). Во время Первой мировой войны в 1914 году тут размещался штаб и две роты добровольцев Чехословацкой дружины, сформированной из российских чехов и словаков. В 1918 году здесь находились казармы гайдамаков Петлюры. После гражданской войны — студенческие общежития, позднее — НИИ Академии наук.
Здание № 5 — особняк купца К. Ховалкина (1865 г.). № 7 — доходный дом (1913—1914 годы), возведённый на территории усадьбы Александровского костёла, стиль — поздний модерн. Здания № 11, № 13 — доходные дома (начало XX столетия).

### Михайловский монастырь
К Трёхсвятительской улице относятся следующие исторические сооружения на территории монастыря:
- № 6 — Михайловские (Братские) кельи монастыря, возведены в 1854—1856 годах архитектором Киевской епархии Павлом Спарро.
- № 6-А — Трапезная церковь Иоанна Богослова Михайловского монастыря (1713 год, барокко).
- № 6-М — Певчий флигель, памятник архитектуры конца XIX — начало ХХ столетия.
- № 8 — Варварьенские кельи монастыря (1898—1902 годы).

## Известные личности, связанные с улицей Трёхсвятительской
В доме № 13 проживали художники Михаил Врубель и Вильгельм Котарбинский. В здании № 4 в 1902 году останавливалась писательница Марко Вовчок.

## Памятники и мемориальные доски
- дом № 4 — мемориальная доска писательницы Марко Вовчок. Открыта 7 января 1958 года, архитектор И. Л. Шмульсон. Заменена в 1968 году, скульптор Г. Н. Кальченко, архитектор А. Ф. Игнащенко.
- дом № 6 — мемориальная доска Макаренко Николаю Емельяновичу (1877—1937), единственному учёному, который в 1934 году отказался подписать акт на уничтожение Михайловского собора. Открыта в 1994 году, скульптор Ю. В. Багалика, архитекторы Р. И. Кухаренко, Ю. Г. Лосицкий.

## Транспорт
- Станция метро «Площадь независимости»

## Почтовый индекс
01001

## Важные учреждения
- Центр гуманитарного образования НАН Украины (дом № 4).
- Институт государства и права имени В. М. Корецкого НАН Украины (дом № 4).
- Институт украинской археографии и источниковедения имени М. С. Грушевского НАН Украины (дом № 4).
- Институт философии имени Григория Сковороды НАН Украины (дом № 4).
- Киевский институт переводчиков при НАН Украины (дом № 4).
- Киевское городское бюро технической инвентаризации (дом № 4-В).
- Галерея искусств Portal 11 (дом № 11).

## Иллюстрации

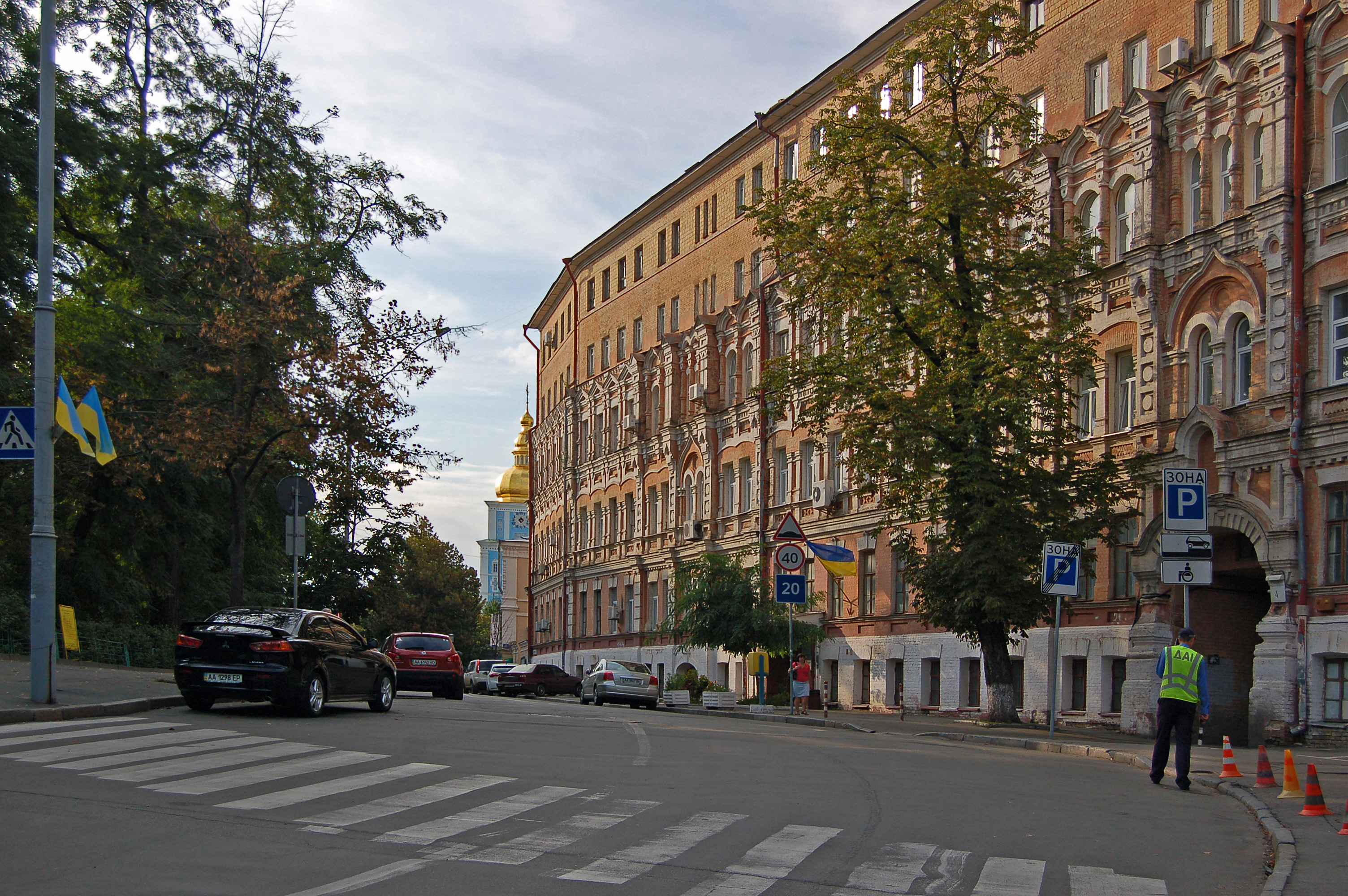
Помещение учреждений Академии наук Украины
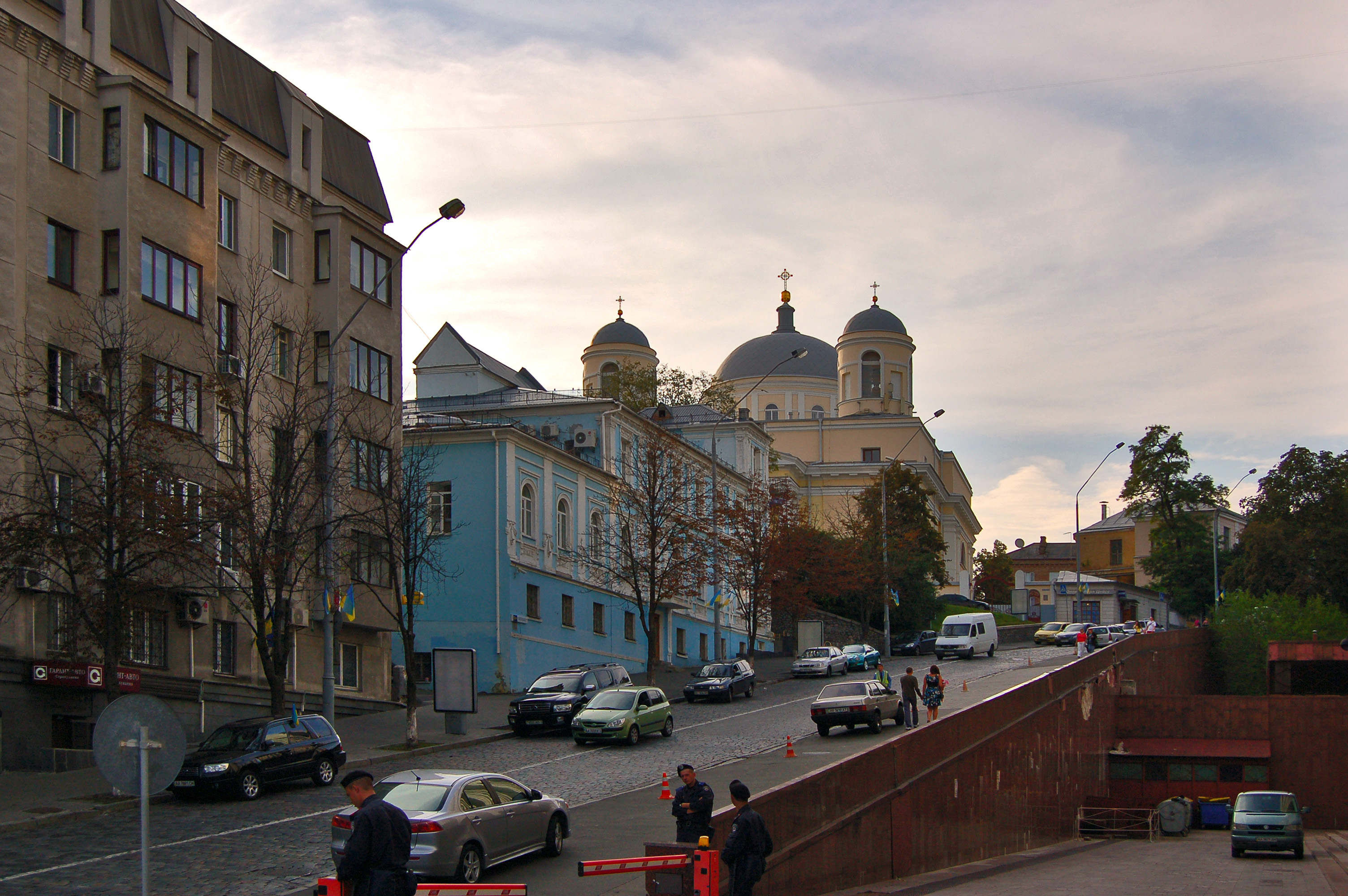
Костёл на Трехсвятительской улице
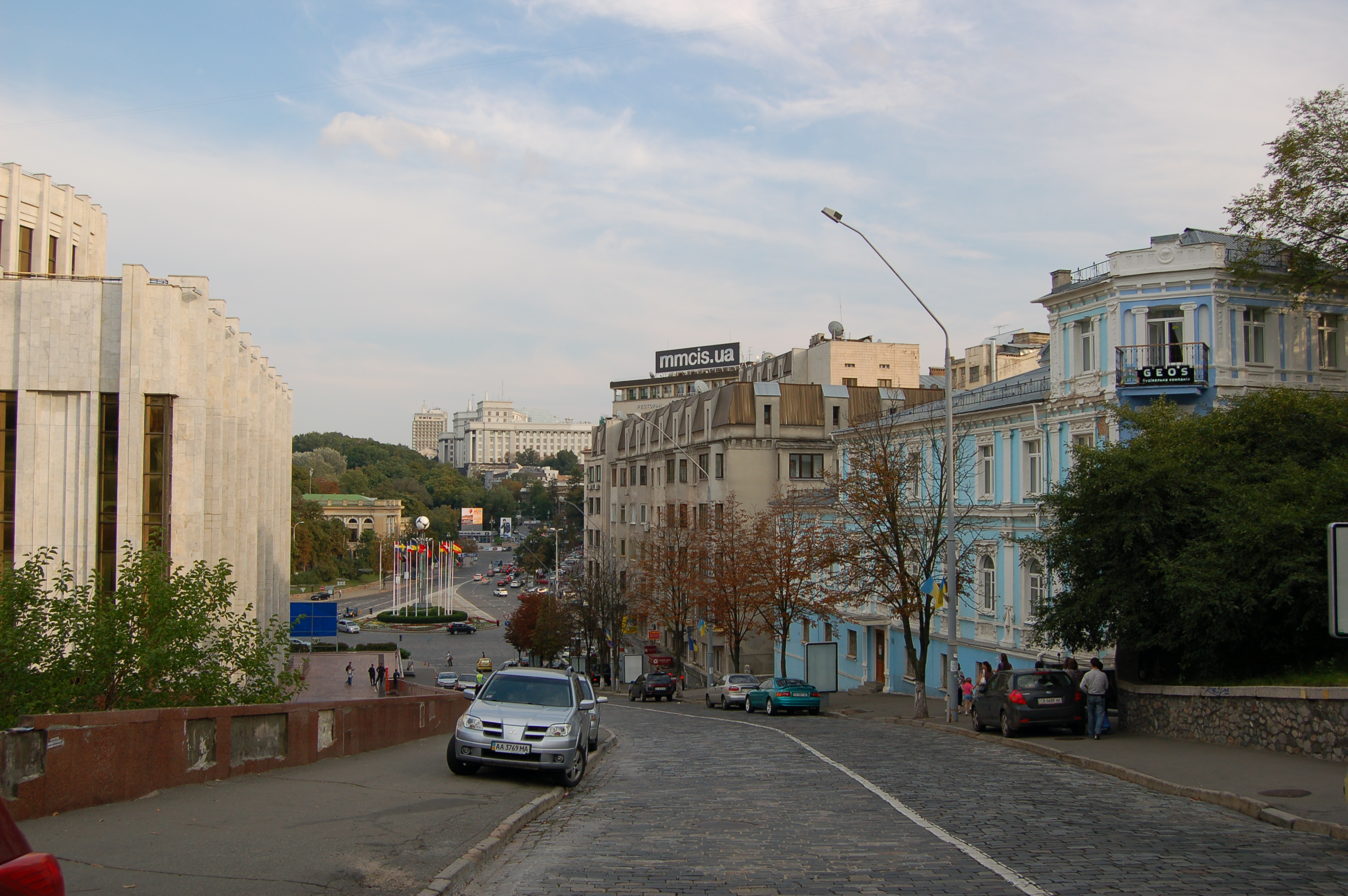
Спуск к Европейской площади